# Јован Зоњић
Јован Зоњић (Цетиње, 7. мај 1907. —  Београд, 21. децембар 1961.) био је српски сликар из Црне Горе.

## Биографија
Јованов отац Радисав Зоњић се из околине Андријевице преселио у Подгорицу, потом на Цетиње, где је водио кафану. На Цетињу се Радисав оженио Херцеговком из Берова Милицом Поповић.
Јован Зоњић је завршио Краљевску уметничку школу у Београду 1931. у класи професора Љубомира Ивановића и Милана Миловановића. У Паризу је повремено живео до 1939. и тамо се уписао у Школу лепих уметности (фр. École des Beaux-Arts). У Паризу је похађао и археологију на Сорбони, као и школу у Лувру – одељење академског сликара Робера Реја. Наредне 1932. примљен је у атеље академика Франсоа Лорана. Зоњићевом сликом „Fethiye“, коју је изложио 1934. на VII Јесењој изложби у Београду, добио је награду „Београђани београдским уметницима“. Та награда му је омогућила да се врати у Париз и настави студије на École des Beaux-Arts, које је претходно прекинуо због финансијских потешкоћа. Пре повратка у Париз, 1935. Зоњић побеђује на конкурсу за уређење унутрашњости зграде Народне скупштине, те не конкурсу за израду фреско-декорације и икона српске православне Цркве Светог Преображења у Новом Сарајеву.
На Изложби југословенских уметника у Паризу у марту 1939. било je изложено девет Зоњићевих слика и једина слика коју је откупио Национални музеј модерне уметности била је Зоњићева „Црнка“. Окупирајући Париз, нацисти су као ратни плен из тог музеја однели оно што су сматрали значајним. Међу украденим сликама била је и Зоњићева слика „Црнка“. Оригинална слика је сада изгубљена, али је репродукцију те слике пронашла Бранка Богавац, бивша директорка Културног центра Југославије у Паризу. Слика је била чувана на једном од подземних спратова Националног музеја модерне уметности у Паризу.
По повратку из Париза, Зоњић је живео у Београду, а ратне године проводио је на Цетињу и у Љубљани (илегално је сарађивао са НОП-ом). Од ослобођења живео је у Београду, где је поред сликарства и илустрације, писао и поезију.

## Уметничко дело
Јован Зоњић је сликао пејзаже, мртве природе, портрете, зидне декорације и фигуралне композиције са темама из народног живота (Коло). Мртве природе које је Зоњић сликао одисале су једноставношћу, у „оскудици барокног сјаја и облика”. Портрети су носили акценте ненаметљиве карактеризације личности. Радио је и неке слике са социјалном тематиком (Повратак незапослених; Пад са скеле; Гладни), које су имале и политичке поруке. Зоњић је био сликар јединственог и оригиналног дара, у чијем делу се осећала извесна, лиризмом оплемењена, монументалност једног великог склада и логика чврсте равнотеже.
Слојевитим искуством сликара, луцидношћу каквог суптилног литерате, звучношћу каквог страсног музичара, Зоњић је транспоновао магичну природну арабеску црногорског поднебља (Скадарско језеро; Пут кроз Црну Гору; Ријечки град; Свети Стефан). У овим пејзажима преовладава сиви тон у широкој скали нијанси, „пун несумњиве поезије”. Зоњић је био сликар високих естетичких и духовних валенција, сублимне ликовне мисли, који је у континуитету усавршавао своје природне дарове, без радикалних заокрета у конверзацији, настојећи да из њих извуче нове ефекте. Чувајући синтезу и достојанственост акцента, у сваком сижеу који је обрађивао, освајао је нове ликовне сфере студиозно и аналитички. Његовим сликарством „провејавала је пригушена поетика и музикална нота”. Држао се чврсто, али без апсолутизације, класичних сликарских канона – пре свега, пропорције и хармоније у композицији и боји.

## Самосталне изложбе
- Цетиње (1931);
- Београд (1933, 1937, 1953);
- Палата либанског националног комитета УНЕСКО – Бејрут (1955);
- Просторије Удружења ликовних уметника Сирије – Дамаск (1955);
- Титоград (1959).

#### Постхумне изложбе
- У Беранама и Андријевици је 2007. организована изложба Зоњићевих слика из колекције Цетињских музеја.[1]